# 神保就正
神保 就正（じんぼう なりまさ）は、江戸時代の武士。毛利氏の家臣で、長州藩士。父は神保景正。

## 生涯
慶長16年（1611年）、神保景正の子として生まれ、毛利秀就、綱広、吉就の三代に仕えた。寛永6年（1629年）8月1日、秀就から「三郎兵衛尉」に任じられる。
貞享5年（1688年）3月22日に死去。享年78。子の正之が後を継いだ。